# V.League 1
V.League 1 (wiet. Giải bóng đá Vô địch Quốc gia) – najwyższa klasa rozgrywkowa w piłce nożnej we Wietnamie. Skupia 12 najlepszych drużyn tego kraju. Pierwsza edycja miała miejsce w 1980 roku. Znana jest także pod nazwą Eximbank V-League 1.

## Drużyny w sezonie 2014
| Drużyna             | Miasto      | Stadion                  | Pojemność | Pierwszy sezon w V.League 1 | Trener           |
| ------------------- | ----------- | ------------------------ | --------- | --------------------------- | ---------------- |
| Hùng Vương An Giang | Long Xuyên  | Stadion An Giang Stadium | 15 200    | 2014                        | Nhan Thiện Nhân  |
| Becamex Bình Dương  | Thủ Dầu Một | Stadion Gò Đậu Stadium   | 18 250    | 2004                        | Lê Thụy Hải      |
| SHB Đà Nẵng         | Đà Nẵng     | Stadion Chi Lăng         | 28 000    | 2001                        | Lê Huỳnh Đức     |
| Dong Nai FC         | Biên Hoà    | Stadion Biên Hòa         | 10 000    | 2013                        | Trần Bình Sự     |
| Hoàng Anh Gia Lai   | Pleiku      | Stadion Pleiku           | 12 000    | 2003                        | Choi Yun-kyum    |
| Hải Phòng FC        | Hajfong     | Stadion Lạch Tray        | 28 000    | 2000                        | Dylan Kerr       |
| Hà Nội T&T          | Hanoi       | Stadion Hàng Đẫy         | 22 000    | 2008                        | Phan Thanh Hùng  |
| Sông Lam Nghệ An    | Vinh        | Stadion Vinh             | 12 000    | 2000                        | Nguyễn Hữu Thắng |
| Đồng Tâm Long An    | Tân An      | Stadion Long An          | 19 975    | 2003                        | Ngô Quang Sang   |
| Vissai Ninh Bình    | Ninh Bình   | Stadion Ninh Bình        | 22 000    | 2010                        | Nguyễn Văn Sỹ    |
| QNK Quảng Nam       | Tam Kỳ      | Stadion Quảng Nam        | 15 624    | 2014                        | Vũ Quang Bảo     |
| Than Quảng Ninh     | Cẩm Phả     | Stadion Cửa Ông          | 15 000    | 2014                        | Đinh Cao Nghĩa   |
| Thanh Hóa FC        | Thanh Hóa   | Stadion Thanh Hóa        | 14 000    | 2010                        | Mai Đức Chung    |

Źródło: footballscores.com

## Mistrzowie Wietnamu
| Sezon     | Mistrz                        | Wicemistrz                           | 3. miejsce                           | Król strzelców                                                                    |
| --------- | ----------------------------- | ------------------------------------ | ------------------------------------ | --------------------------------------------------------------------------------- |
| 1980      | Tổng Cục Đường Sắt            | Công An Hà Nội                       | Hải Quan FC                          | Lê Văn Đặng (Công An Hà Nội) – 10                                                 |
| 1981/1982 | Câu Lạc Bộ Quân Đội           | Quân Khu Thủ Đô                      | Công An Hà Nội                       | Võ Thành Sơn (Sở Công Nghiệp Thành phố Hồ Chí Minh) – 15                          |
| 1982/1983 | Câu Lạc Bộ Quân Đội           | Hải Quan FC                          | Cảng Hajfong                         | Nguyễn Cao Cường (Câu Lạc Bộ Quân Đội) – 22                                       |
| 1984      | Công An Hà Nội                | Câu Lạc Bộ Quân Đội                  | Sở Công Nghiệp Thành phố Hồ Chí Minh | Nguyễn Văn Dũng (Công Nghiệp Hà Nam Ninh) – 15                                    |
| 1985      | Công Nghiệp Hà Nam Ninh       | Sở Công Nghiệp Thành phố Hồ Chí Minh | Cảng Sài Gòn                         | Nguyễn Văn Dũng (Công Nghiệp Hà Nam Ninh) – 15                                    |
| 1986      | Cảng Sài Gòn                  | Hải Quan FC                          | Câu Lạc Bộ Quân Đội                  | Nguyễn Văn Dũng (Công Nghiệp Hà Nam Ninh) – 12 Nguyễn Minh Huy (Hải Quan FC) – 12 |
| 1987      | Câu Lạc Bộ Quân Đội           | Quảng Nam Đà Nẵng                    | Hùng Vương An Giang                  | Lưu Tấn Liêm (Hải Quan FC) – 15                                                   |
| 1989      | Đồng Tháp FC                  | Câu Lạc Bộ Quân Đội                  | Công An Hà Nội                       | Hà Vương Ngầu Nại (Cảng Sài Gòn) – 10                                             |
| 1990      | Câu Lạc Bộ Quân Đội           | Quảng Nam Đà Nẵng                    | Hải Quan FC                          | Nguyễn Hồng Sơn (Câu Lạc Bộ Quân Đội) – 10                                        |
| 1991      | Hải Quan FC                   | Quảng Nam Đà Nẵng                    | Cảng Sài Gòn                         | Hà Vương Ngầu Nại (Cảng Sài Gòn) – 10                                             |
| 1992      | Quảng Nam Đà Nẵng             | Công An Hải Phòng                    | Câu Lạc Bộ Quân Đội                  | Trần Minh Toàn (Quảng Nam Đà Nẵng) – 6                                            |
| 1993/1994 | Cảng Sài Gòn                  | Công An Thành phố Hồ Chí Minh        | Câu Lạc Bộ Quân Đội                  | Nguyễn Công Long (Bình Định FC) – 12 Bùi Sĩ Thành (Long An FC) – 12               |
| 1995      | Công An Thành phố Hồ Chí Minh | Thùa Thiên Huế                       | Cảng Sài Gòn                         | Trần Minh Chiến (Công An Thành Phố Hồ Chí Minh) – 14                              |
| 1996      | Đồng Tháp FC                  | Công An Thành Phố Hồ Chí Minh        | Sông Lam Nghệ An                     | Lê Huỳnh Đức (Công An Thành Phố Hồ Chí Minh) – 25                                 |
| 1997      | Cảng Sài Gòn                  | Sông Lam Nghệ An                     | Câu Lạc Bộ Quân Đội                  | Lê Huỳnh Đức (Công An Thành Phố Hồ Chí Minh) – 16                                 |
| 1998      | Câu Lạc Bộ Quân Đội           | Công An Hà Nội                       | Sông Lam Nghệ An                     | Nguyễn Văn Dũng (Nam Định FC) – 17                                                |
| 1999/2000 | Sông Lam Nghệ An              | Công An Thành Phố Hồ Chí Minh        | Công An Hà Nội                       | Văn Sỹ Thuỷ (Sông Lam Nghệ An) – 14                                               |
| 2000/2001 | Sông Lam Nghệ An              | ĐPM Nam Định                         | Thể Công                             | Đặng Đạo (Khatoco Khánh Hoà) – 11                                                 |
| 2001/2002 | Cảng Sài Gòn                  | Công An Thành phố Hồ Chí Minh        | Sông Lam Nghệ An                     | Hồ Văn Lợi (Cảng Sài Gòn) – 9                                                     |
| 2003      | Hoàng Anh Gia Lai             | Gạch Đồng Tâm Long An                | ĐPM Nam Định                         | Emeka Achilefu (Nam Định FC) – 11                                                 |
| 2004      | Hoàng Anh Gia Lai             | ĐPM Nam Định                         | Gạch Đồng Tâm Long An                | Amaobi Honest (Sông Đà Nam Định) – 15                                             |
| 2005      | Gạch Đồng Tâm Long An         | SHB Đà Nẵng                          | Becamex Bình Dương                   | Kesley Alves (Becamex Bình Dương) – 21                                            |
| 2006      | Gạch Đồng Tâm Long An         | Becamex Bình Dương                   | Pisico Bình Định                     | Elenildo (Cảng Sài Gòn) – 18                                                      |
| 2007      | Becamex Bình Dương            | Gach Đồng Tâm Long An                | Hoàng Anh Gia Lai                    | Almeida (SHB Đà Nẵng) – 16                                                        |
| 2008      | Becamex Bình Dương            | Gạch Đồng Tâm Long An                | Xi Măng Hajfong                      | Almeida (SHB Đà Nẵng) – 23                                                        |
| 2009      | SHB Ðà Nẵng                   | Becamex Bình Dương                   | Sông Lam Nghệ An                     | Gaston Merlo (SHB Đà Nẵng) – 15 Lazaro de Souza (Quân Khu 4) – 15                 |
| 2010      | Hà Nội T&T                    | Hải Phòng FC                         | Đồng Tháp FC                         | Gaston Merlo (SHB Đà Nẵng) – 19                                                   |
| 2011      | Sông Lam Nghệ An              | Hà Nội T&T                           | SHB Đà Nẵng                          | Gaston Merlo (SHB Đà Nẵng) – 22                                                   |
| 2012      | SHB Đà Nẵng                   | Hà Nội T&T                           | Sài Gòn Xuân Thành                   | Timothy Anjembe (Hà Nội FC) – 17                                                  |
| 2013      | Hà Nội T&T                    | Hoàng Anh Gia Lai                    | SHB Đà Nẵng                          | Samson Kayode Olalaye (Hà Nội T&T) – 16                                           |

Źródło: RSSSF